# 교황 비오 11세
교황 비오 11세(라틴어: Pius PP. XI, 이탈리아어: Papa Pio XI)는 제259대 교황(재위: 1922년 2월 6일 ~ 1939년 2월 10일)이다. 본명은 아킬레 암브로조 다미아노 라티(이탈리아어: Achille Ambrogio Damiano Ratti)이다. 비오 11세는 가톨릭 운동을 통해 평신도들이 교회 활동에 대한 적극적인 참여를 독려하는데 핵심적인 역할을 하기도 했다.
그의 치세기간 중에 1870년 이래 문제였던 로마 문제가 1929년 라테라노 조약이 체결됨으로써 극적으로 타결되었다. 이에 따라 교황은 오랜 감금 생활에서 해방되어 바티칸 시국에서나마 완전한 주권을 회복하게 되었다.
1925년 비오 11세는 반성직자주의에 대항하기 위해 10월 마지막 주일을 그리스도 왕 대축일로 지내도록 제정하였다. 이는 구세사의 특수 사건을 기념하는 날이 아니고, 예수 그리스도가 왕임을 경축하고 그의 통치권이 개인과 가정과 사회 및 전 우주에 두루 미치고 있음을 강조하는 뜻을 내포하고 있다.

## 생애 초기와 경력

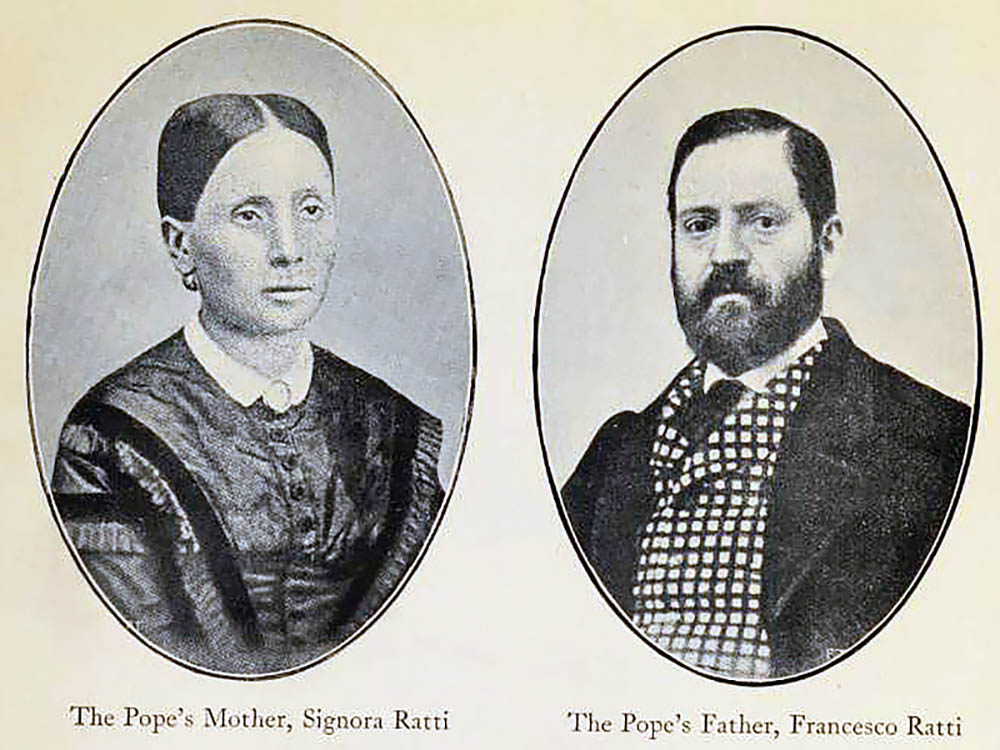
비오 11세의 아버지와 어머니

아킬레 라티는 1857년 이탈리아 밀라노현 데시오에서 견직물 공장장의 아들로 태어났다. 어렸을 때부터 성직자가 되는 것이 소원이었던 그는 1879년에 사제 서품을 받았으며, 교수 신부로서 성직 생활을 시작하였다. 1882년 그는 로마의 그레고리오 대학교에서 철학, 교회법, 신학 등 세 분야에서 박사학위를 취득했으며, 1888년 파도바 신학교의 교수로 임용되었다. 그가 관심을 가졌던 학문 분야는 고대와 중세 시대 교회 문서로서, 덕분에 그는 전문적인 고문서학자로 정평이 나게 되었다. 결국 그는 1888년 교직을 떠나 밀라노에 있는 암브로시아나 도서관(Biblioteca Ambrosiana)에 가서 1911년까지 온종일 도서관 안에서만 지냈다.
암브로시아나 도서관에서 지내는 동안 그는 밀라노 교회의 전례 양식인 암브로시오 미사 전례서를 출판, 발행하였으며, 성 가롤로 보로메오의 삶의 활동에 대해서 조사하고 많은 저서를 집필하였다. 1907년 암브로시아나 도서관의 도서관장이 된 그는 옛 문헌을 복원하는 계획과 암브로시아나 도서관의 수집 목록 재분류 계획에 착수하였다. 또한 열렬한 등산가였던 그는 여가 시간에는 몬테로사나 마터호른 산, 몽블랑 산, 프레솔라나 등의 정상까지 도달하였다. 1911년 교황 비오 10세의 초대를 받은 그는 바티칸에 가서 바티칸 도서관의 부도서관장이 되었으며, 1914년에는 도서관장으로 승진하였다.

### 폴란드에서의 추방

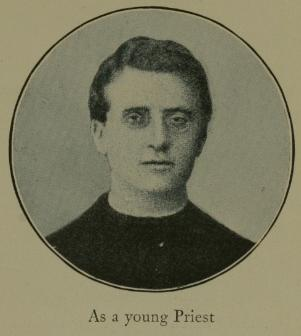
젊은 사제 시절의 비오 11세

아킬레 라티의 사제 생활은 1918년에 들어서면서 급속도로 바뀌었다. 교황 베네딕토 15세는 아킬레 라티에게 도서관장 생활을 그만두고 외교관으로서의 새 임무를 맡을 것을 지시하였다. 그리하여 교황의 명령을 받아 당시 독일과 오스트리아-헝가리의 영향 아래 있었던 폴란드에 교황 순시관(즉 교황의 대표자)으로 파견되었다. 1918년 10월 교황 베네딕토 15세는 전 세계 지도자들 가운데 가장 먼저 폴란드의 독립을 축하해주었다. 1919년 3월 그는 열 명의 새 주교들을 임명하였는데, 여기에는 아킬레 라티도 포함되어 있었다. 그리고 이어서 아킬레 라티의 신분을 교황대사로 승격시켰다. 1919년 10월 아킬레 라티는 명의대주교로 임명되었다.
베네딕토 15세와 라티 교황대사는 폴란드 정부가 리투아니아와 루테니아인 성직자들을 박해하는 것에 대해 유감의 뜻을 표하며 재차 경고하였다. 볼셰비키가 바르샤바로 진입하려고 하자 베네딕토 15세는 전 세계 사람들에게 폴란드 국민들을 위해 기도해줄 것을 호소하였다. 1920년 8월 소비에트 연방의 붉은 군대가 바르샤바로 진군해오자 황급하게 피신하는 다른 나라의 외교관들과는 달리 아킬레 라티는 주위의 간곡한 요청도 뿌리치고 용기 있게 남아 있었다.
아킬레 라티는 폴란드를 위해 계속 일하고 싶어 했으며, 폴란드와 소비에트 연방 사이에 다리 역할을 하겠다고 자처하였다. 그리고 필요하다면 자신의 목숨까지 버릴 각오도 하고 있었다. 하지만 베네딕토 15세는 뛰어난 외교관이었던 아킬레 라티가 순교자가 되는 것을 원치 않았기 때문에, 그가 러시아로 가는 것을 허락하지 않았다. 그러자 아킬레 라티는 소비에트 연방과의 접촉을 계속 유지하였다. 그러나 그의 이러한 행동은 당시 폴란드 내에서 그렇게 많은 공감을 얻지는 못하였다. 교황은 폴란드 가톨릭 성직자들의 잠재적인 정치적 동요에 대처하기 위해 아킬레 라티를 실레시아로 파견하였다. 그 후 아킬레 라티는 폴란드를 떠날 것을 요구받게 되었다. 그는 자신의 진심을 보여주기 위해 노력했지만, 실레시아에서 열린 선거에서 그가 가진 중립적인 태도에 대해 독일인들과 폴란드인들 모두 그에게 등을 돌리게 되었고 바르샤바 당국은 사실상 그에게 떠날 것을 강요하였다. 국수적인 독일인들은 주폴란드 교황대사가 선거를 감독하는 것에 반감을 가졌으며, 폴란드인들은 그가 사람들을 선동하는 성직자들의 권한을 박탈하는 것에 대해 반감을 가졌다. 같은 해 11월 20일 독일인 추기경 아돌프 베르트람이 성직자들의 모든 정치적 활동을 금지한다는 교황청의 결정을 공표하자 바르샤바에서는 아킬레 라티를 제명해야 한다는 요구가 빗발쳤다. 2년 후, 아킬레 라티는 교황 비오 11세가 되었으며, 이후 1922년부터 1958년까지 36년 동안 대폴란드 정책을 피에트로 가스파리와 에우제니오 파첼리와 함께 이끌어나갔다.

### 교황 선출

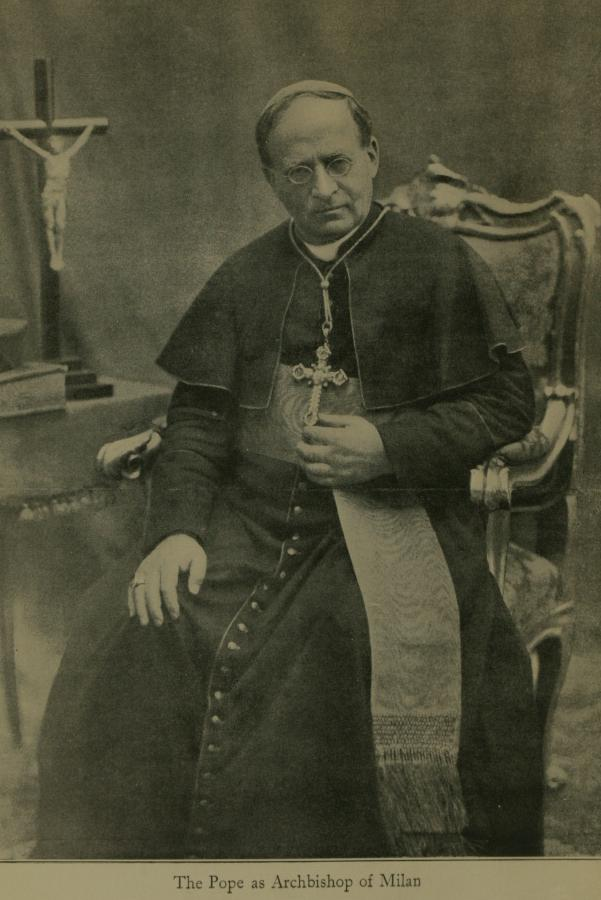
밀라노 대교구장 시절의 비오 11세

오랫동안 학문에 몸 담아왔던 그는 교회 내에서 급속도로 출세가도를 달리기 시작했다. 1932년 6월 3일 추기경회의에서 교황 베네딕토 15세는 세 명의 추기경 임명을 발표하였는데, 그 중에는 아킬레 라티도 포함되어 있었다. 아킬레 라티는 또한 밀라노 대교구장으로도 임명되었다. 베네딕토 15세는 추기경 서임식에서 새로 임명된 추기경들에게 “자, 오늘 내가 여러분에게 붉은 모자를 씌워 주었는데, 그 가운데 하나는 하얀색이 될 것입니다.”라고 농담을 하였다. 바티칸에서의 축하 연회를 마치고, 아킬레 라티는 자신의 새로운 소임에 대한 영적인 준비를 하기 위해 몬테카시노에 있는 베네딕토회 수도원으로 잠시 피정을 떠났다. 그리고 1921년 8월 프랑스의 루르드까지 가는 밀라노의 성지 순례에 동참하였다. 아킬레 라티는 1921년 9월 8일 밀라노에서 착좌식이 있기 전에 자신의 고향인 데시오를 방문하였으며, 그곳에서 주민들의 열렬한 환영을 받았다.
1922년 1월 22일 베네딕토 15세가 갑작스럽게 폐렴으로 선종했다는 소식이 발표되면서 아킬레 라티의 밀라노 대교구장 생활은 도중에 멈추게 되었다. 새 교황을 선출하기 위해 실시된 콘클라베에서 아킬레 라티는 1922년 2월 6일 총 14표를 획득하여 새 교황으로 선출되었다. 그는 자신의 교황으로서의 새 이름을 비오 11세로 명명하였다. 강직한 성품을 지녔다는 점에서 그는 비오라는 이름을 택한 전임 교황들인 비오 9세 및 비오 10세와 유사한 점이 있었다. 그러나 학자 출신이었던 비오 11세는 과학과 탐구에 열린 마음을 갖고 있었으며, 이러한 점에 있어서는 전혀 닮지 않았다. 교황으로서의 그의 첫 업무는 성 베드로 대성전의 발코니에 서서 우르비 에트 오르비를 하는 것으로 시작되었다. 그의 바로 전임 교황들은 1870년 교황청이 이탈리아 정부로부터 로마를 강탈당한 이래 하지 않았던 일이었다.

## 교회 사목
비오 11세는 교회 내부 업무를 처리하는 데 있어서 대부분은 선임자의 정책을 이어받아 계속 유지해나갔다. 베네딕토 15세와 마찬가지로 비오 11세 역시 아프리카와 아시아에 대한 포교와 복음화된 지역의 원주민 성직자 배출을 강조하였다. 그는 모든 수도회에 일정한 정도의 인원과 재원을 전교 사업을 위해 쓸 것을 지시하였다.
비오 11세는 가톨릭 신학계에 등장한 신학적 근대주의의 위협을 어떻게 다루어야 하는가에 대한 문제에 있어서 베네딕토 15세가 했던 방식을 이어받았다. 철저한 전통주의 신학의 옹호자였던 비오 11세는 가톨릭교회의 기본 가르침을 상대주의적 관점으로 보려고 하는 근대주의 사상에 동조하지 않았다. 오히려 그는 저술과 일반 강론을 통해서 근대주의를 단죄하였다. 그러나 그가 근대주의 신학을 반대했다고 해서 교회 안의 새로운 학문을 거부한 것은 아니었다. 교회의 전통적인 가르침과 모순되지 않는 선에서는 오히려 권장하고 지지의사를 표명하였다. 비오 11세는 교회 안에서의 과학 연구를 증진시키기 위해 1936년에 교황청 과학원을 설립하였다.
1928년 비오 11세는 회칙 《예수 성심께 드리는 보상에 관하여》(Miserentissimus Redemptor)를 발표하여 예수 성심에 대한 신심을 장려하였다. 또한 그는 베르나데트 수비루, 리지외의 데레사, 요한 비안네, 요한 피셔, 토마스 모어, 요한 보스코 등의 인물을 성인으로 시성하였다. 그리고 십자가의 요한, 대알베르토, 베드로 가니시오, 로베르토 벨라르미노 등의 성인들에게는 교회학자라는 칭호를 부여하였다.

## 외교
비오 11세의 통치기간은 바티칸을 위한 바쁜 외교적 활동의 연속이었다. 교회는 극적으로 이탈리아 왕국 정부와 로마 문제를 해결하고 교황령인 바티칸 시국 독립의 인정을 받았으며, 프랑스와의 관계를 개선하는 등 1920년대에 여러 가지 면에서 진척을 이루었다.

### 프랑스
프랑스 제3공화국 정부는 오랫동안 반교회적인 정책을 고수하였다. 1905년 프랑스 정부는 정교분리법을 제정하면서 많은 수도회를 축출하였으며, 모든 교회 건물을 정부 재산이라고 선언하였다. 그리고 가톨릭 계열 학교 대부분을 폐쇄하였다. 이후 교황 베네딕토 15세는 프랑스와의 관계 회복을 추구했지만, 교황 비오 11세의 재위기간 전까지 달성하지는 못하였다. 1924년 《Maximam Gravissimamque》를 통해 교회와 프랑스 간의 각종 갈등요소들이 봉합되었으며, 어느 정도 공존이 가능해지게 되었다.
1926년 비오 11세는 오늘날까지도 프랑스 내 적지 않은 가톨릭 신자들의 지지를 받고 있는 극우 성향의 왕정복고주의 운동인 악시옹 프랑세즈를 비판하였다.

### 이탈리아와의 관계와 라테라노 조약
비오 11세는 교황청과 이탈리아 정부 사이의 오랜 반목을 종식시키고, 과거에 교황청이 누렸던 주권 독립을 다시 획득하는 것을 목표로 삼았다. 이러한 그의 목표는 그의 주요 업적 가운데 하나인 이탈리아 정부와의 1929년 라테라노 조약의 체결과 교황령 바티칸 시국의 독립으로 이어졌다.
교황령의 영토 대부분은 1860년 근대 통일 이탈리아 국가를 세운 비토리오 에마누엘레 2세 국왕(1861 ~ 1878)의 군대에 의해 강탈당하였으며, 1870년에는 로마를 포함한 나머지 영토도 모두 강탈당하였다. 이후 교황청과 이탈리아 정부는 줄곧 대립 상태를 유지하였다. 교황들은 이탈리아의 교황령 점령을 인정하지 않고 바티칸에서 칩거하며 항의를 하였으며, 이탈리아 정부는 항상 반교권주의적인 정책으로 맞대응하였다. 이제 비오 11세는 타협만이 최선의 해결책이라고 생각하였다.

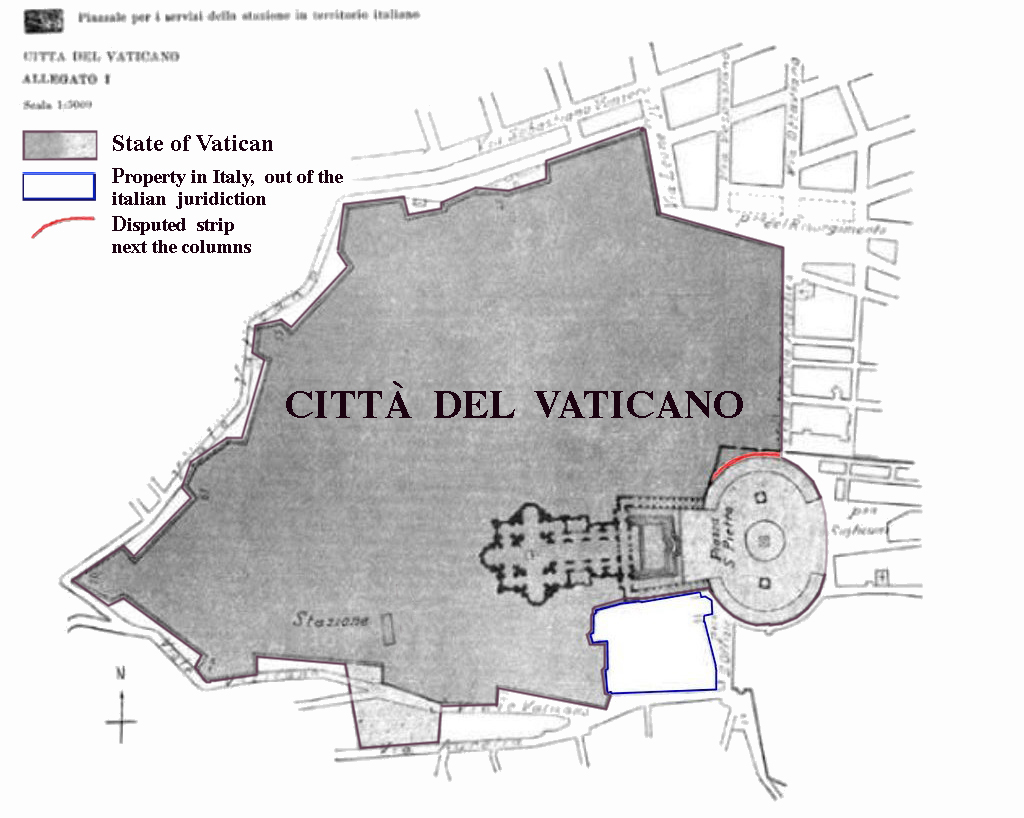
라테라노 조약을 통해 획득한 바티칸 시국의 영토 지도.

베니토 무솔리니 역시 자신의 새 권력기반을 다지기 위해서라도 교황청과 협상을 벌이는 것이 이득이 있으리라고 보고 적극적으로 임하였다. 2년 반 동안 협상을 벌인 끝에 1929년 2월 11일 교황은 이탈리아 정부와 라테라노 조약을 체결하는데 동의하였다. 라테란 조약 제1항에서 교황청은 과거 교황령 시절의 영토에 대한 주권을 포기하는 조건으로 이탈리아로부터 자주 독립국으로서의 바티칸 시의 지위를 보장받게 되었다. 비오 11세는 19세기에 이탈리아 반도가 통일됨으로써 교황령이 몰락한 이후 (비록 최소한의 영토를 가진 국가이기는 해도) 주권국가의 국가원수 자리를 복원한 첫 번째 교황이 되었다. 제2항은 이탈리아와의 정교 협정이다. 이탈리아 정부는 가톨릭교회를 이탈리아의 국교로 공식적으로 인정하였으며, 이혼을 불법화하고 가톨릭교회에 혼인 사항에 대한 법적 권한을 부여하였으며, 모든 학교에서 종교 교육을 다시 실시하도록 하였다. 그 대신에 성직자는 정치에 대해 일절 관여할 수 없게 되었다. 라테란 조약의 세 번째 조항은 이탈리아가 바티칸이 교황령을 상실한 데 대한 금전적인 보상을 제공해주는 것이었다. 비오 11세가 살아있는 동안 바티칸은 이탈리아로부터 받은 자금으로 주식시장과 부동산에 투자하였다. 바티칸은 투자 관리를 위해 평신도 베르나르디노 노가라에게 운영을 맡겼다. 주식과 금, 선물시장 투자에 뛰어난 인물이었던 그는 바티칸의 재정을 상당량 증대시켰다. 그렇지만 세간에 떠도는 소문과는 달리 실제로 바티칸은 그렇게 엄청난 부를 축적하지는 않았다. 이탈리아 정부로부터 받은 보상금은 상대적으로 많지 않은 액수였으며, 투자를 통해 얻은 자금의 대부분은 비용이 많이 들어가는 바티칸의 역사적인 건물들의 유지비로 사용되었다. 이러한 역사적인 건물들은 1870년까지만 해도 교황령의 각 지역으로부터 거두어들인 자금으로 유지하였다.
바티칸과 무솔리니 정권의 관계는 무솔리니가 전체주의 야욕을 드러내며 교회에 대한 권리를 침해하기 시작하면서 급속도로 악화되었다. 예를 들면, 이탈리아 정부는 1931년 교회의 청년 단체들을 모두 강제로 해산시켰는데, 이는 무솔리니를 따르는 파시스트 청년 단체들이 주도권을 잡도록 하기 위함이었다. 그러자 비오 11세는 1931년 회칙 《우리는 원하지 않는다》(Non Abbiamo Bisogno)를 발표하였다. 이 회칙에서 비오 11세는 전체주의 사상과 무솔리니의 교회 정책에 대해 강하게 비판하였다. 비오 11세의 남은 재위기간 동안 무솔리니와의 관계는 계속 악화되어만 갔다.

### 독일

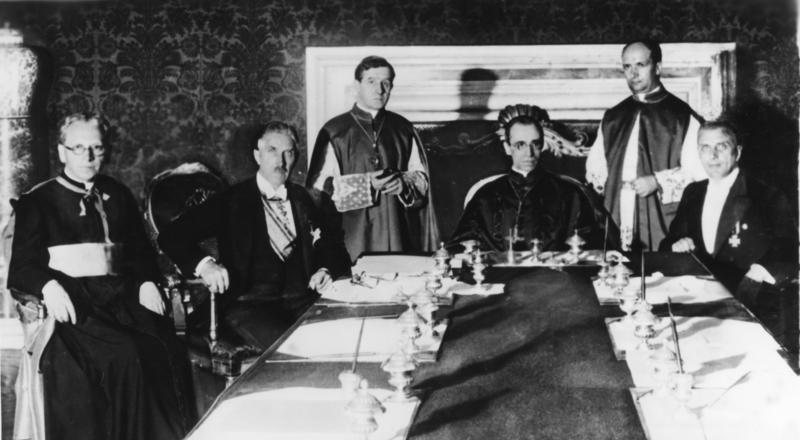
1933년 7월 20일 제국종교협약을 체결했을 당시 사진. 왼쪽부터 오른쪽 순서대로 독일의 고위 성직자 루드비히 카스, 독일의 부장관 프란츠 폰 파펜, 몬시뇰 주세페 피차르도, 파첼리 추기경, 몬시뇰 알프레도 오타비아니, 독일 대사 루돌프 불트만.

비오 11세는 세속 정부들이 교회의 권리를 점점 더 깊숙이 관여하려는 경향을 보이는 것에 대항하여 교회의 권리를 보호하기 위한 최선의 방법은 정교 조약이라고 생각하고, 어떤 나라이든지 정교 조약을 성사시키기 위해 열성적이었다. 재위기간 동안 그는 몇몇 지방 정부들을 포함해서 나치 독일 정부 및 오스트리아와 열두 개의 정교 협약을 맺었다. 1933년 1월 30일 독일의 총리가 된 아돌프 히틀러가 정교 협약을 맺자는 제의를 하자 비오 11세는 이를 수락하였다. 교섭은 에우제니오 파첼리 추기경(훗날의 교황 비오 12세)이 맡았다. 1933년 6월 에우제니오 파첼리 추기경과 독일 정부는 교회의 자유 보장, 가톨릭 단체와 청년 모임의 독립, 학교에서의 종교 교육을 포함한 제국종교협약(Reichskonkordat)을 체결하였다.

### 인종주의 단죄
1938년 4월 교황청 교육성은 비오 11세의 명령에 따라 인종주의 정책을 비난하는 오류 목록을 발간하였다. 이 문서는 전 세계 모든 가톨릭 학교에 배포되었다.

#### 극도의 슬픔으로
비오 11세는 날로 커져가는 나치의 반(反)기독교 성향에 대응하기 위해 1937년 나치의 민족주의 사상과 전체주의 사상 및 정교 협약을 위반하는 행위를 성토하며 정죄한 회칙 《극도의 슬픔으로》(Mit brennender Sorge)를 공포하였다. 미사 중 강론 시간에 낭독하도록 회칙의 복사본들이 독일로 밀반입되었다. 독일어로 작성된 유일한 교황 회칙인 《극도의 슬픔으로》는 독일의 주교들에게 전달되었으며, 마침내 독일에 있는 모든 지역 교회에 읽혀지게 되었다. 독일의 추기경 미하엘 폰 파울하버와 교황청 국무성성 장관 에우제니오 파첼리 추기경(훗날의 교황 비오 12세)이 비오 11세가 회칙을 작성하는데 옆에서 조력하였다. 회칙에 대한 사전발표는 전혀 없었으며, 모든 독일의 가톨릭 성당에서 아무런 제재 없이 모든 신자에게 알리기 위해 교황 회칙의 배포는 철저하게 비밀리에 붙여졌다.
회칙은 특히 국가사회주의 이데올로기의 이교주의와 인종과 혈통에 대한 그릇된 미신, 나치의 그릇된 하느님 이해 등의 오류들을 열거하면서 비판하였다. 그리고 모든 청중이 이해할 수 있는 직접적인 방식으로 히틀러를 공격하면서 그를 신앙을 저버린(그럼으로써 사실상 파문된) 사람으로 주저없이 치부해 버렸다.
소위 그리스도 이전의 고대 게르만적 사유에 따라 인격적인 신 대신에 음험한 비인격적 운명을 숭배하는 자는 하느님의 현명하심과 그 섭리를 부인하는 자이다. 그런 사람은 자신을 신앙인이라고 생각해서는 안된다. 인종이나 민족 혹은 국가나 국가 형태를 인간적인 국가권력이나 다른 인간적인 공동체 구성의 기본 가치로 보고, 그것을 종교적 가치를 포함한 모든 가치의 최상위 규범으로 여기며 우상숭배의 제식으로 떠받드는 사람은, 하느님께서 창조하시고 명령하시는 사물의 질서를 왜곡하고 기만하는 사람이다. 그런 사람은 진정한 신앙에서 멀리 떨어져 있다.
뒤늦게 이 사실을 안 나치는 손에 넣을 수 있는 모든 견본을 압류하고 교회 인쇄소를 폐쇄하며 파발꾼, 특히 가톨릭 청년단체 회원들을 체포했다. 곧이어 전국적으로 가톨릭교회를 극심하게 억압하였다. 아직 남아 있는 가톨릭 재단 학교들을 폐쇄하고 교회 산하 청년단체의 활동도 금지했다.
또한 히틀러는 1938년 5월 3일부터 9일까지 7일간 이탈리아를 방문했을 당시 회칙을 통해 자신을 정면으로 공격했던 교황을 알현하지 않고 노골적으로 무시함으로써 비난의 뜻을 나타내었다. 그러자 비오 11세는 이탈리아 주교들에게 히틀러 방문에 관련한 모든 행사에 참여하지 말 것을 명했다.

## 죽음과 안장

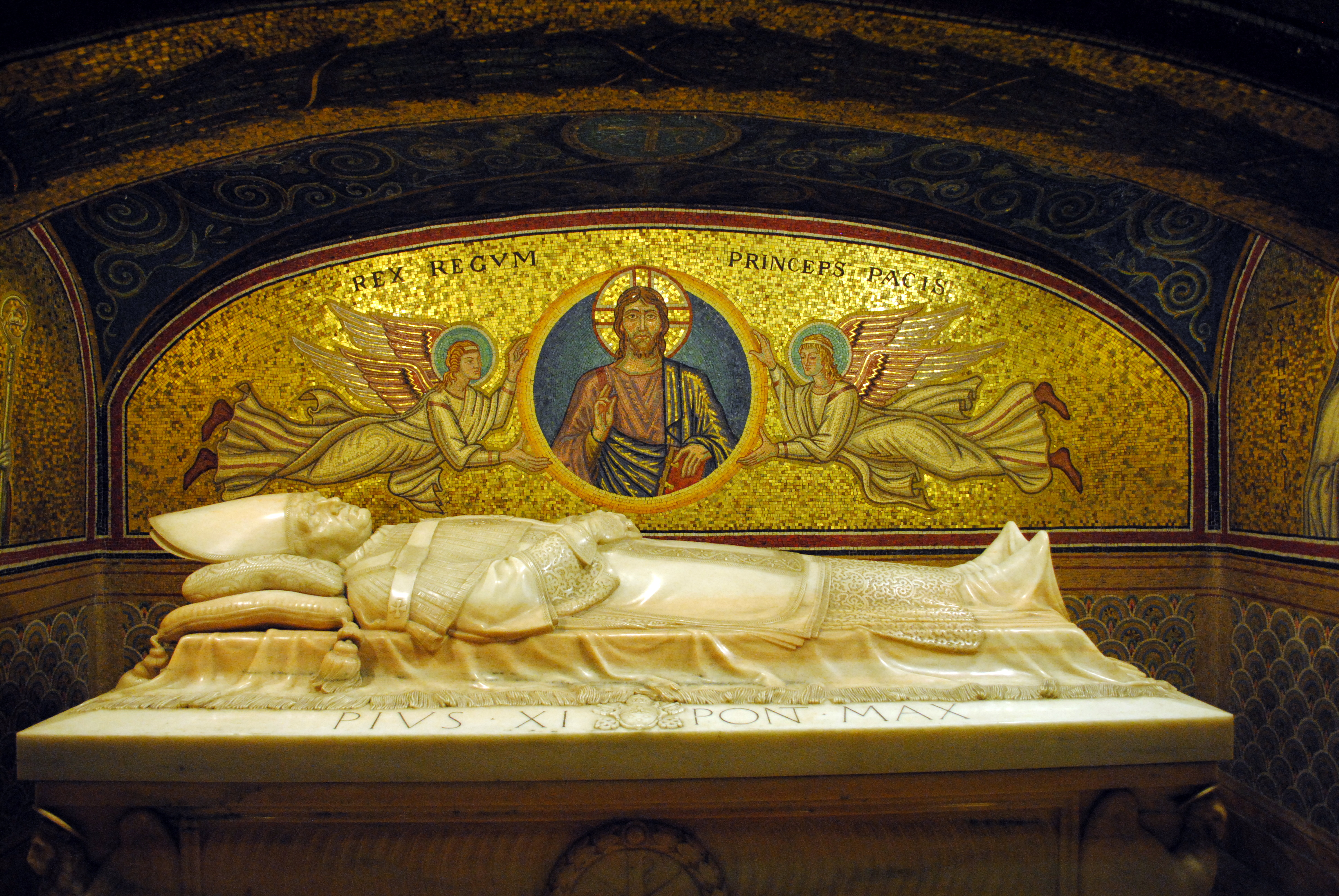
교황 비오 11세의 석관

비오 11세는 이리 오랫동안 질병을 앓았으며, 1938년 11월 25일 몇 시간에 걸친 심장마비를 두 번이나 겪었다. 그는 숨을 쉬는 것을 상당히 힘들어했기 때문에 교황궁 안에만 머물러 있어야만 했다. 비오 11세는 자신이 아끼는 최고급 포도주병 두 개에 ‘2000년이 되는 해에 짐의 후임자에게’라는 라벨을 붙이는 아이디어를 생각해 냈다. 나중에 교황 요한 바오로 2세가 실제로 그 포도주병을 받았는지의 여부는 알려지지 않았다. 비오 11세는 자신이 설립한 교황청 과학원에서 마지막 강론을 하였다. 그는 준비된 문서 없이 과학과 종교, 특히 가톨릭교회의 관계에 대해 강론하였다. 이것이 비오 11세가 임종하기 전에 마지막으로 한 강론인 것으로 알려져 있다. 한 젊은 사제는 교황에게 ‘Principiis obsta(애초에 막아라)’라는 고대 로마인의 속담을 인용하면서 약을 먹을 것을 중용하였으나, 교황은 웃으면서 “신부님은 다음 구절을 빠뜨리셨습니다. 애초에 막지 못하여 병이 깊어지면 어떠한 처방을 해도 이미 소용 없습니다. 저는 약을 먹고 낫기에는 이미 늦었습니다.”라고 말했다.
1939년 1월 교황의 상태는 눈에 띄게 악화되었다. 비오 11세는 극심한 통증에 시달렸으며 걷는 것도 어려워했다. 그리고 호흡장애가 증가하면서 그는 잠자리에서 일어나려고 해도 일어날 수가 없게 되었다. 1939년 1월 7일 교황의 주치의들은 교황청 관료들에게 교황의 죽음이 머지않았다고 일러주었다. 교황청은 밀라니, 로치, 보나모네, 제멜리, 비안키 등 이탈리아 전국에서 내로라하는 전문의들과 교수들로 팀을 구성해 교황의 진단을 맡겼다. 그들은 에우제니오 파첼리 추기경과 조반니 바티스타 몬티니 몬시뇰에게 기관지발작과 결합된 심부전증으로 인해 교황은 이미 절망적인 상태에 빠졌다는 안 좋은 소식을 전해주었다. 비오 11세는 마치 조만간 다시 건강을 되찾을 수 있기라도 하듯이 도메니코 타르디니와 함께 일반 알현 계획을 세웠지만, 이미 그는 정상적으로 숨을 쉴 수 없었으며 따라서 몸을 제대로 움직이거나 심지어 잠결에 돌아누울 힘도 잃어버렸다. 그가 주위 사람들에게 남긴 마지막 말은 “내 영혼은 평온하게 여러분 곁을 떠납니다.”이다. 그의 말은 명료하고 확고부동하게 전달되었다. 교황 비오 11세는 1939년 2월 10일 로마 시각으로 오전 5시 31분에 세 차례의 심장 발작으로 선종하였다. 향년 81세였다. 그의 유해는 성 베드로 대성전의 지하 묘소에 안장되었다.

## 같이 보기
- 라테란 조약